# Sloboda-Bușanska, Iampol
Sloboda-Bușanska (în ucraineană Слобода-Бушанська) este un sat în comuna Bușa din raionul Iampol, regiunea Vinița, Ucraina.

## Demografie
Componența lingvistică a localității Sloboda-Bușanska
     Ucraineană (100%)
Conform recensământului din 2001, toată populația localității Sloboda-Bușanska era vorbitoare de ucraineană (100%).